# バレーボール北アイルランド男子代表
バレーボール北アイルランド男子代表（バレーボールきたアイルランドだんしだいひょう）は、バレーボールの国際大会で編成される北アイルランドの男子バレーボールナショナルチームである。

## 歴史
1982年に国際バレーボール連盟へ加盟。近代オリンピックは単一国家による出場が大原則であるため、北アイルランド単独代表としてのオリンピック出場資格はなく、これまでに世界選手権、欧州選手権の出場もない。近年は欧州選手権の小国部門に出場している。

## 過去の成績

### 世界選手権の成績
- 2006年 - 予選敗退

### 欧州選手権の成績
- 出場なし